# Biblioteca Virtual Miguel de Cervantes
A Biblioteca Virtual Miguel de Cervantes (abreviado BVMC; em inglês:  Miguel de Cervantes Digital Library (MCDL)) é um grande projeto de biblioteca digital, hospedado e mantido pela Universidade de Alicante , em Alicante, Espanha. Ele compreende o maior repositório de acesso aberto de versões digitalizadas da língua espanhola, textos históricos e literatura a partir da Ibero-América do mundo. Quando foi oficialmente lançado em 1999, o BVMC foi o primeiro arquivo digital da língua espanhola, com textos na internet, inicialmente com reprodução de cerca de 2.000 obras individuais por 400 dos mais significativos autores espanhóis, de literatura latino-americana e Hispânica da África. Em 2005-2006 o número de registados e disponíveis a funcionar tinha atingido mais de 22,000.
A biblioteca é nomeada em honra de Miguel de Cervantes, o famoso espanhol do século XVI, autor de um dos mais ilustres nomes do mundo na história literária.
Desde o seu início, em 1999, essa biblioteca foi escolhida para aplicar estruturais de marcação baseada em XML e o esquema TEI de codificação para a criação dos seus documentos.